# Ȩ̄
Cette page contient des caractères spéciaux ou non latins. S’ils s’affichent mal (▯, ?, etc.), consultez la page d’aide Unicode.
Ȩ̄ (minuscule : ȩ̄), appelé E macron cédille, est un graphème utilisé dans la translittération du grec, ou dans certaines transcriptions phonétiques. Il s’agit de la lettre E diacritée d’un macron et d’une cédille.

## Utilisation
Le ȩ̄ est utilisé par certains auteurs comme translitération latin de l’êta iota souscrit ‹ ῃ › grec. La Bibliothèque nationale de France l’utilise notamment dans la romanisation du grec ancien en supplément à la translittération ISO 843 dans son catalogue.
Le ȩ̄ est utilisé dans la translitération du syriaque oriental, pour transcrire la voyelle mi-ouverte antérieure non arrondie longue [ɛː].

## Représentations informatiques
Le E macron cédille peut être représenté avec les caractères Unicode suivants :
- composé et normalisé NFC (latin étendu B, diacritiques) :

| formes    | représentations | chaînes de caractères | points de code | descriptions                                         |
| --------- | --------------- | --------------------- | -------------- | ---------------------------------------------------- |
| capitale  | Ȩ̄               | Ȩ◌̄                    | U+0228 U+0304  | lettre majuscule latine e cédille diacritique macron |
| minuscule | ȩ̄               | ȩ◌̄                    | U+0229 U+0304  | lettre minuscule latine e cédille diacritique macron |

- décomposé et normalisé NFD (latin de base, diacritiques) :

| formes    | représentations | chaînes de caractères | points de code       | descriptions                                                     |
| --------- | --------------- | --------------------- | -------------------- | ---------------------------------------------------------------- |
| capitale  | Ȩ̄               | E◌̧◌̄                   | U+0045 U+0327 U+0304 | lettre majuscule latine e diacritique cédille diacritique macron |
| minuscule | ȩ̄               | e◌̧◌̄                   | U+0065 U+0327 U+0304 | lettre minuscule latine e diacritique cédille diacritique macron |

## Sources
- Bibliothèque nationale de France, « Translittération du grec », sur Kitcat : portail d’aide au catalogage de la BnF
- (en) Mohamed Embarki, « Les dialectes arabes modernes : état et nouvelles perspectives pour la classification géo-sociologique », Arabica, Brill, vol. 55, no 5,‎ 2008, p. 583-604 (ISSN 0570-5398, DOI 10.1163/157005808X364616)
- (en) Stanley E. Porter, Jeffrey T. Reed et Matthew Brook O’Donnell, Fundamentals of New Testament Greek, Grand Rapids, William B. Eerdmans Publishing Company, 2010 (ISBN 978-0-8028-2827-9, lire en ligne)
- (en) Helen Younansardaroud et Graham Wetherall (traduction), Classical Syriac Course Book, Berlin, Universitätsbibliothek der Freien Universität, 2019, 2e éd. (ISBN 978-3-96110-233-4, lire en ligne )